# Ochodaeus inscutellaris
Ochodaeus inscutellaris är en skalbaggsart som beskrevs av Maurice Pic 1899. Ochodaeus inscutellaris ingår i släktet Ochodaeus och familjen Ochodaeidae. Inga underarter finns listade i Catalogue of Life.